# Mine de Jerzy
La mine de Jerzy est une mine souterraine de charbon située à Katowice en Pologne.